# Whiting 1
Whiting 1 – gromada kulista znajdująca się w odległości około 96 tysięcy lat świetlnych od Ziemi w kierunku konstelacji Wieloryba. Odkryli ją w 2002 roku Alan B. Whiting, G.K.T. Hau i Mike Irwin. W 2005 roku Giovanni Carraro zidentyfikował ją jako gromadę kulistą.
Whiting 1 znajduje się w halo Drogi Mlecznej. Wiek gromady ocenia się na około 5,7 miliarda lat, co wskazuje, że może to być jedna z najmłodszych gromad kulistych w naszej Galaktyce. Przypuszcza się, że pochodzi ona z galaktyki karłowatej SagDEG.